# The Beyond / Where the Giants Roam
Pour les articles homonymes, voir Beyond.
Albums de Thundercat
Apocalypse
(2013) Drunk
(2017)
The Beyond / Where the Giants Roam est le premier EP de Thundercat, sorti le 22 juin 2015 sous le label Brainfeeder.

## Titres
| No | Titre                                       | Durée |
| -- | ------------------------------------------- | ----- |
| 1. | Hard Times                                  | 1:13  |
| 2. | Song for the Dead                           | 2:48  |
| 3. | Them Changes                                | 3:07  |
| 4. | Lone Wolf and Club                          | 5:29  |
| 5. | That Moment                                 | 0:43  |
| 6. | Where the Giants Roam/Field of the Nephilim | 2:47  |